# 顏復
顏復（1034年—1090年），字長道，彭城（今江蘇徐州）人。
顏回四十八世孫。顏太初之子。颜太初为苏洵所推重，後二苏与颜復有交谊之好。宋仁宗嘉祐六年（1061年），試中書第一，賜進士，官校書郎。熙寧中期，任國子监直讲。元祐初，为太常博士，元祐四年（1089年），遷升中书舍人兼國子祭酒，不到一年，以疾改天章阁待制，未拜而卒。有《顏復集》十三卷。有子颜岐。